# Étendoir
Un étendoir ou séchoir à linge ou un tancarville est un support permettant de faire sécher le linge.

## Linguistique
En France, il existe plusieurs vocables pour désigner cet objet : tancarville, étendoir, étendage, séchoir, sèche-linge, étend-à-linge, pendoir. La majorité du territoire français emploie « étendoir ».
De nos jours, le terme « étendage » peut être entendu même s'il désigne initialement une action et non un objet. Le terme classique « étendoir » est parfois remplacé aussi par celui de « séchoir » ou « sèche-linge », bien que ces termes désignent généralement un système mécanisé de séchage (par une source artificielle de chaleur ou d'aération).
L'expression « pendre le linge » était utilisée autrefois, plus logique qu'« étendre le linge » qui a fini par la supplanter.

## Structure
Un étendoir a généralement une forme simplifiée de structure évoquant le pont de Tancarville : un support composé de deux poteaux tubulaires s'appuyant sur deux « jambes » et étayé par un nombre variable de traverses horizontales. Pour cette raison, un tel étendoir est parfois appelé un « tancarville ». Il faut également savoir que le terme Tancarville vient de la marque déposée par la société Dupré en 1963.